# Bjelajski Vaganac
Bjelajski Vaganac es un pueblo ubicado en el municipio de Bosanski Petrovac, en el cantón de Una-Sana, Bosnia y Herzegovina.

## Superficie
Posee una superficie de 27,47 kilómetros cuadrados.

## Demografía
Hasta 2013 la población era de 43 habitantes, con una densidad de población de 1,6 habitantes por kilómetro cuadrado.